# Covent Garden (Brussel)
De Covent Garden is een kantoorgebouw in Sint-Joost-ten-Node in de Brusselse Noordruimte. Het ligt aan het Rogierplein, naast de Rogiertoren.
Het geheel bestaat uit twee gebouwen met respectieve oppervlakten van 15.000 m² en 57.000 m². Het ene gebouw telt 10 verdiepingen, terwijl het andere er 26 telt. Het gebouw heeft een hoogte van 100 meter. De twee volumes worden verbonden door een overdekte tuin die mee instaat voor het unieke proces van biologische zuivering van een deel van de afvalwaters door hergebruik voor de sanitaire installaties. Drie ondergrondse verdiepingen bieden 350 parkeerplaatsen.
Begin oktober 2007 werd het gebouw verkocht voor een recordbedrag van 300 miljoen euro aan de Engelse investeringsgroep Evans Randall.
Verschillende diensten van de Europese Commissie, waaronder de Europese onderzoeksraad, bevinden zich in het gebouw.

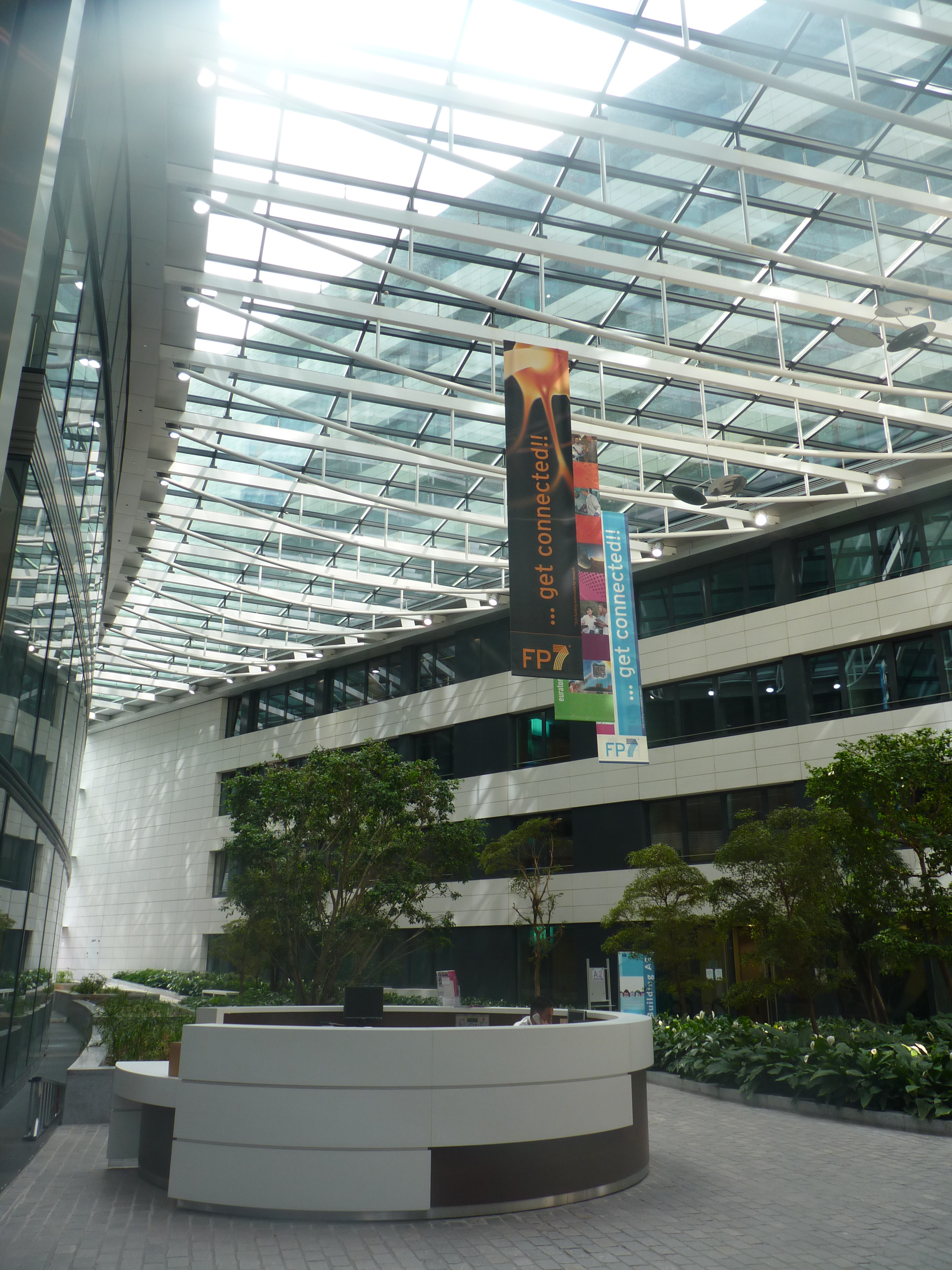
Binnentuin